# Ніколай Ґрубе

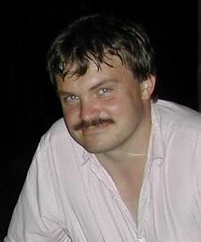
Ніколай Ґрубе (2006)

Ніколай К. Ґрубе (нім. Nikolai Grube; нар. 6 червня 1962, Бонн) — німецький дослідник доколумбових культур мая і писемності мая.

## Біографія
Ще в шкільні роки Миколи Ґрубе захоплювався археологією і опублікував свої перші дослідження про мая. В студентські роки вивчав американську археологію, етнологію, ассирологію та індологію в Гамбургському університеті. В 1989 році закінчив докторат, потім переїхав до Бонна. Спільно з музеєм Ремера та Пелізея в Гільдесхаймі організував міжнародну виставку Світ мая, яка пізніше демонструвалася в Хільдесхаймі, Відні, Мангеймі та Кельні. З 1992 по 1995 рік Ґрубе отримав докторську стипендію від Німецького дослідницького фонду (НДФ) для проекту « Оральні традиції нащадків Мая» в Мексиці, де він також мав можливість брати участь у різних дослідницьких проектах в Гватемалі, Мексиці, Белізі та Гондурасі. У 1999 році закінчив габілітацію з антропології, знову ж таки в Бонні, того ж року був стипендіатом Гейзенберга Німецького наукова-дослідницького товариства. З 2000 по 2004 ріку очолював кафедру Лінди та Девіда Шеле в Техаському університеті в Остіні. Його дослідницькі інтереси полягали у дослідженню ранніх держав і писемних систем у доіспанській мезоамериці, етнолінгвістиці мов мая та культурних рухів по відродженню індійських груп. У квітні 2004 Ґрубе став професором давньоамериканських доколумбових культур та етнології в університеті Рейніше Фрідріха-Вільгельмса в Бонні . Ґрубе став наступником Ханса Юргена Прем і очолив Інститут давньоамериканської археології та етнології (нині кафедра давньоамериканських студій).
Ніколай Ґрубе й далі досліджує історію мая в Центральній Америці. Приділяє багато уваги взаємозв'язкам між культурами мая і теотіуакан, суперництву Тікаля і Калакмула на завершенні класичного періоду мая, а також пізнішій історії мая та її сучасності.
З 2014 року Ґрубе є керівником проекту "Текстова база даних та словник класичних мая", яка використовується для дослідження писемності та мови доіспаномовної культури мая. Проєкт був створений у 2014 році Північно-Рейн-Вестфалійською академією наук і мистецтв в Бонні та університетом Фрідріха-Вільгельма. Цей проєкт уже триває 15 років.

## Польові роботи
- 1984, 1986 по 1998 рік, 2001: Щороку, по кілька місяців, працюює в штаті Кінтана — Роо, Мексика і в районі Кайо Белізу.
- Вивчення усних традицій; Дослідження жанрів словесного мистецтва, що вивчають усні традиції (всього 20 місяців).
- 1987—1993, 1998 рр.: Дослідження в Копані (Гондурас) — співпраця з Девідом Стюарт та Ліндою Шеле .
- 1989—1992, 1994, 1995: проект «Епіграф» у проекті Каракол, Беліз (Режисери: Арлен та Діанна Чейз) (один місяць щороку).
- 1990, 1991, 1995 — сьогодні: кількатижневі експедиції в районі Петена (Гватемала) для порятунку та документування ієрогліфічних написів.